# 장응상
장응상(張鷹相, 일본식 이름: 德山喬厚도쿠야마 다카코, 1878년 1월 26일 ~ 1942년 9월 15일)은 대한제국과 일제강점기의 관료 겸 교육인으로, 본적은 경상남도 사천군 삼천포읍이다.

## 생애
1895년 2월 삼천포에서 광명의숙을 설립했으며 1904년 경상남도 통영에서 일어학교를 설립했다. 1908년 사립보흥학교를 설립한 뒤 교장에 취임했고 1911년 5월 조선총독부로부터 목배 1개를 받았다. 1917년 삼천포 공립보통학교를 설립했으며 1919년부터 1920년까지 경상남도 사천군 참사, 경상남도 사천군 삼천포면장을 역임했다. 1924년 3월 25일 경상남도 민선 도평의회원으로 임명되었고 1926년 10월 경상남도 농회 특별위원을 역임했다.
1928년 11월 16일 일본 정부로부터 쇼와대례기념장을 받았으며 1930년 6월 3일부터 1933년 6월 2일까지 조선총독부 중추원 참의를 역임했다. 1930년 8월 소작품평회 위원, 1931년 7월 경상남도 사천군 학교평의원으로 활동했고 1930년 11월 제국농회, 1931년 12월 일본 산업협회로부터 표창을 받았다. 1932년 12월 조선 나병예방협회 경남지부 설립 발기인으로 참여했으며 1933년 10월 삼천포신사 건설대표자회의 대표위원을 역임했다.
1934년 경상남도 농회 평의원(1934년 5월)과 남강 치수 기성동맹회 위원(1934년 9월)을 역임했으며 1935년 삼천포 항만수축 기성회 고문(1935년 6월), 신명신사 설립 대표(1935년 8월)를 역임했다. 1937년 2월 11일 조선총독부로부터 교육효적자로 선정되어 금배 1조를 받았고 같은 해 5월 11일 경상남도 관선 도회의원으로 임명되었다. 1938년 3월 삼천포 산업조합 조합장, 1940년 4월 삼천포 금융조합 조합장을 역임했으며 1941년 10월 조선임전보국단 발기인으로 참여했다. 친일파 708인 명단의 중추원 부문, 민족문제연구소의 친일인명사전 수록자 명단의 중추원 부문, 친일반민족행위진상규명위원회가 발표한 친일반민족행위 705인 명단에 포함되었다.

## 참고자료
- 친일반민족행위진상규명위원회 (2009). 〈장응상〉. 《친일반민족행위진상규명 보고서 Ⅳ-15》. 서울. 551~560쪽.